# 정헌공주
정헌공주 왕씨(貞憲公主 王氏, 생몰년 미상)은 고려(高麗)의 공주(公主)이자 혜종과 의화왕후의 3녀이다. 성은 왕(王), 이름은 전해지지 않는다. 본관은 개성(開城)이다.

## 가계
- 부왕 : 혜종(惠宗, 912~945 재위:943~945)
- 모후 : 의화왕후(義和王后)
  - 남매 : 흥화궁군(興化宮君)
  - 자매 : 경화궁부인(慶和宮夫人)
  - 공주 : 정헌공주(貞憲公主)